# Дюсум Кхьенпа
Дюсум Кхьенпа (тиб. དུས་གསུམ་མཁྱེན་པ; 1110—1193) был первым Гьялва Кармапой, главой школы карма-кагью тибетского буддизма.

## Биография
Родился на горном хребте Трешу в восточной части Тибета в буддийской семье; получил имя Гепхен. Сначала учился у своего отца, а затем продолжил обучение у других местных буддийских учителей.
Был одаренным ребёнком, с самого детства очень усердно учился и практиковал Дхарму. Достигнув довольно высокого уровня знаний в буддизме, в 20 лет он принял монашество и в течение следующих 10 лет тщательно изучал сутры и тантры. Когда ему исполнилось 30 лет, он пошёл в Даглха-гомпу — монастырь Гампопы, чтобы получить наставления от этого учителя. Гампопа дал Дюсуму Кхьенпе наставления по нёндро школы кадам, и обучал его общей философии сутр. Затем Дюсум Кхьенпа получил посвящения и поучения в Хеваджра-тантре, и провел четыре года в строгом затворе, занимаясь практиками шаматха и випашьяны. После этого он в течение девяти дней получил от Гампопы полную передачу внутренних поучений традиции кагью.
Дюсум Кхенпа обучался и у другого ученика Миларепы — Речунгпы, преподававшего ему главным образом Шесть йог Наропы, добившись особых успехов в практике туммо.
После смерти Гампопы Дюсум Кхьенпа возвратился в Даг Лха Гампо, чтобы отдать ему последние почести. Там ему привиделся его учитель, и он понял, что пришло время исполнить одно из последних указаний учителя: отправиться в место Кампо Кангра, где он должен достичь просветления, и практиковать там Махамудру. Он пообещал, что доживёт до 84 лет, чтобы иметь возможность приносить пользу в Дхарме. В возрасте 50 лет он достиг просветления во время практики йоги сновидения. У него было видение, что появилось множество дакинь, которые поднесли ему в дар ваджрную корону, сплетенную из их волос. Его имя — Дюсум Кхьенпа — «Знающий Три Времени» (прошлое, настоящее и будущее) — означает, что благодаря своему пониманию нерождённой природы ума он преодолел все ограничения времени.
С момента достижения просветления он давал много поучений. В 58 лет он основал монастырь в Кампо Ненанге. Позже он основал ещё два важных монастыря — в Карма Гене в восточном Тибете, и, в возрасте 74 лет, в Цурпху, в центральном Тибете в долине Толунг, у реки Брахмапутра.

## Смерть
Первый Кармапа, Дюсум Кхьенпа, оставил предсказания о будущих Кармапах. В частности, он был первым Кармапой, который оставил письмо-предсказание с данными о своем следующем перерождении. Он передал это письмо своему ближайшему ученику, Дрогену Речену, входящим в линию Тай Ситупы (своё название линия Тай Ситу получила только в XV веке, когда этот титул был дарован китайским императором). Дюсум Кхьенпа умер в возрасте 84 лет, как и предсказывалось. Среди золы погребального костра его ученики увидели совершенно невредимое сердце Кармапы и несколько костей с самопроявившимися символами и очертаниями Будд. Здесь очень заметно сходство с уходом 16 Кармапы.

## Ученики и последователи
Среди других его учеников были Таглунг Тхагпа — основатель школы таглунг-кагью, Цангпа Гьяре — основатель друкпа-кагью и Лама Кадампа Дешег, создавший школу Катог Ньингма.
Основатели линии Кагью известны как «Золотая Гирлянда». В линии Кагью особенно важное значение имеет непрерывность устных поучений, передаваемых от учителя к ученику. Главным учеником, державшим линию преемственности «Золотой Гирлянды» после Первого Кармапы, был Дроген Речен.
В статуе Будды были найдены рисунки Дюсума Кхьенпы, сделанные чернилами и гуашью. В настоящее время они хранятся в Музее Виктории и Альберта.